# Parafia Wniebowzięcia Najświętszej Maryi Panny w Ulesiu
Parafia Wniebowzięcia Najświętszej Maryi Panny w Ulesiu – parafia rzymskokatolicka w dekanacie Legnica Zachód w diecezji legnickiej.  Erygowana w 1979.